# Конституционный референдум в Уругвае (2014)
Конституционный референдум в Уругвае прошёл 26 октября 2014 года одновременно со всеобщими выборами. Предложенная поправка к Статье 43 Конституции снижала возраст уголовной ответственности с 18 до 16 лет. Предложения были отклонены 53 % голосов избирателей.

## Предвыборная обстановке
Тема растущей нестабильности занимала важное место во время избирательной кампании выборов 2009 года. Правительство во главе с коалиции Широкий фронт подвергалось критике как со стороны коалиционных Национальной партии и Партии Колорадо, так и со стороны оппозиции. Широкий фронт на тот момент сохранял лишь небольшое большинство в обеих палатах Парламента, а также президентство, выигранное Хосе Мухикой. В течение 2010 года в парламент было внесено несколько законопроектов, направленных на изменение правовой базы, регулирующей преступления, совершённые несовершеннолетними в возрасте старше 16 лет: либо путём ужесточения возможных по закону мер наказания в отношении них, либо путём разрешения судам судить их как взрослых. Однако ни один из законопроектов не был принят.
Референдум был инициирован группой Комиссия по продвижению снижения возраста уголовной ответственности, которая собрала необходимые 300 тысяч подписей зарегистрированных избирателей в 2012 году.

## Результаты
| Выбор                               | Голоса    | %     |
| ----------------------------------- | --------- | ----- |
| За                                  | 1 110 283 | 46,81 |
| Против                              | 1 261 834 | 53,19 |
| Всего                               | 2 372 117 | 100   |
| Зарегистрированных избирателей/Явка | 2 620 235 | 90,53 |
| Источник: Corte Electoral           |           |       |